# Guyanas riksvapen
Överst i Guyanas riksvapen ser man en hövdingkrona och diamanter. På vapenskölden är den inhemska faunan och floran representerade av en fasan och en näckros. Jaguarer med hacka och sockerrör håller skölden.